# 225省道 (浙江省)
S225省道又名大路线，原编号75省道，是浙江省内的重要省道之一，是临海市东部各乡镇的重要交通孔道。
省道西起临海市大田街道的横溪接S214省道，向东并折南至杜桥镇，再通过椒江大桥经过台州市椒江区城区，在路桥区城区接104国道。